# Philoria
Philoria – rodzaj płazów bezogonowych z rodziny Limnodynastidae.

## Zasięg występowania
Rodzaj obejmuje gatunki występujące w Nowej Południowej Walii, Wiktorii i Queenslandzie w Australii.

## Systematyka

### Etymologia
- Philoria: gr. φιλος philos „miłośnik”, od φιλεω phileō „kochać”[6]; ορος oros, ορεος oreos „góra”[7].
- Kyarranus: nazwa kyarranus używana na oznaczenie „żaby” przez rdzennych mieszkańców Nowej Południowej Walii[3]. Gatunek typowy: Kyarranus sphagnicolus Moore, 1958.
- Coplandia: Stephen J. Copland, australijski herpetolog[4]. Gatunek typowy: Kyarranus kundagungan Ingram & Corben, 1975.

### Podział systematyczny
Do rodzaju należą następujące gatunki:
- Philoria frosti Spencer, 1901
- Philoria knowlesi Mahony, Hines, Mahony & Donnellan, 2022
- Philoria kundagungan (Ingram & Corben, 1975)
- Philoria loveridgei Parker, 1940
- Philoria pughi Knowles, Mahony, Armstrong & Donnellan, 2004
- Philoria richmondensis Knowles, Mahony, Armstrong & Donnellan, 2004
- Philoria sphagnicolus (Moore, 1958)